# Kul med jul
Kul med jul är Frans andra singel som släpptes den 4 december 2006. Den är en julsång, och handlar om typiska svenska julförbredelser.

## Topplistor
Låten gick upp på Sveriges Radio P3s Hitlistan vecka 49 (2006).
| Position | 43 | 24 | 42 |

## Listplaceringar
| Lista (2006) | Topplacering |
| ------------ | ------------ |
| Sverige      | 24           |

### Fotnoter
1. ↑  ”Kul med jul”. Swedishcharts. 25 februari 2006. http://www.swedishcharts.com/showitem.asp?interpret=Frans&titel=Kul+med+Jul&cat=s. Läst 5 april 2018.